# Ваша чест
„Ваша чест“ (на английски: Your Honor) е американски сериал, базиран на израелския Kvodo (на иврит: כבודו). Премиерата му е на 6 декември 2020 г. На 24 август 2021 г. е подновен за втори сезон. Той започва на 15 януари 2023 г. и ще бъде последен.

## Сюжет
Когато тийнейджър, син на известен съдия от Ню Орлиънс, убива друг тийнейджър в автомобилна злополука, баща му го кара да се предаде в полицията. Съдията обаче размисля, след като научава, че жертвата е синът на местен мафиот и се опитва да се отърве от доказателствата, което води до трагични последици за друг тийнейджър.

## Заснемане
Снимките започват на 16 септември 2019 г. в Ню Орлиънс, но са спрени заради пандемията от COVID-19. Продукцията продължава на 7 октомври 2020 и приключва на 25 ноември 2020 г. Заснемането на втори сезон започва на 18 юли 2022 г. и приключва на 16 декември 2022 г. в Ню Орлиънс, Луизиана.